# Стелвио
Стелвио (итал. Stelvio) је насеље у Италији у округу Болцано, региону Трентино-Јужни Тирол.
Према процени из 2011. у насељу је живело 444 становника. Насеље се налази на надморској висини од 1291 м.

## Становништво
Према резултатима пописа становништва 2011. у општини је живело 1.190 становника.
| 1931. | 1936. | 1951. | 1961. | 1971. | 1981. | 1991. | 2001. | 2011. |
| ----- | ----- | ----- | ----- | ----- | ----- | ----- | ----- | ----- |
| 1.590 | 1.673 | 1.381 | 1.558 | 1.456 | 1.405 | 1.323 | 1.310 | 1.190 |